# Skrovmål
Med skrovmål (uttalas skråv- [ˈskroːvˌmoːl]) avses ett väl tilltaget mål mat. Ordet är känt sedan åtminstone 1860 och används i överförd mening även i andra sammanhang.
I Norrland är skrovmål en hamburgerätt på snabbmatsrestauranger som funnits sedan åtminstone 1975, och som vanligtvis består av två mindre hamburgare och pommes frites.